# Test drive

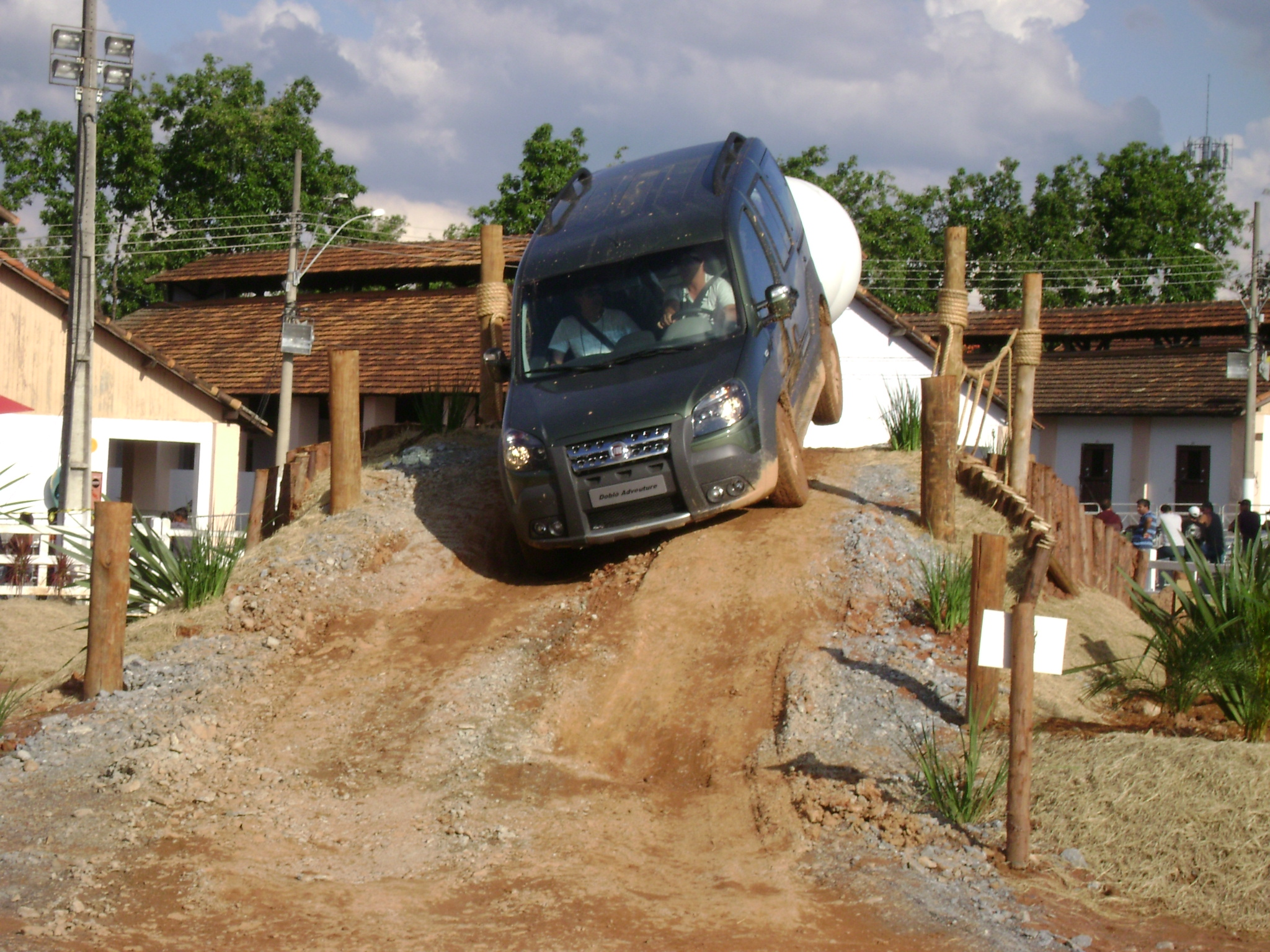
Test drive durante a Bienal do Automóvel, em Belo Horizonte, Brasil.

Um test drive (tradução livre: passeio de teste) é a condução de um automóvel para aferir a sua dirigibilidade e estado geral de funcionamento. Um profissional que testa veículos para uma empresa automóvel ou equipa de desporto motorizado é chamado de piloto de testes.
Os primeiros test drives de um novo modelo são feitos por revistas de automóveis e outros terceiros (que não clientes) para avaliação do veículo pela primeira vez. Test drives também são usualmente permitidos pelos construtores ou concessionárias, para os seus potenciais clientes poderem avaliar se o veículo de adapta ao seu estilo de condução, e efetuados quando o veículo é alvo de reparações, para ajudar no diagnóstico de problemas (antes) e garantir que o veículo foi reparado (depois).
Existe um certo preconceito contra veículos de test drive, pois pelo facto de terem sido dirigidos por muitas pessoas acabam por ser difíceis de se vender, e muitas vezes seus compradores recebem bons descontos em suas aquisições.